# 大齿蛇根草
大齿蛇根草（学名：Ophiorrhiza macrodonta）是茜草科蛇根草属的植物，为中国的特有植物。分布在中国大陆的云南等地，生长于海拔1,500米的地区，一般生长在林下湿地上，目前尚未由人工引种栽培。